# Afanita
L'afanita (del grec αφανης, invisible) és el nom donat a certs tipus de roques ígnies de textura microcristal·lina, és a dir, que el seu gra és tan fi que els cristalls minerals que la formen no són perceptibles a simple vista; en oposició a les roques fanerítiques, on llurs minerals són perceptibles a primer cop d'ull. Es presenta abundantment com a matriu de roques porfídiques (també anomenades porfirítiques). És una roca amfibolita (composta d'amfíbol, feldespat, quars i mica).
La seva textura fa que tingui un refredament ràpid en ambients volcànics o en un subsol poc profund (hipoabissal).

## Roques comunes que poden ésser afanítiques
- Andesita
- Basalt
- Basanita
- Dacita
- Felsita
- Fonolita
- Riolita
- Traquita